# Miss Universo Puerto Rico 2023
Miss Universo Puerto Rico 2023 fue la 67.ª edición del certamen Miss Universo Puerto Rico. Se llevó a cabo en el Centro de Bellas Artes Luis A. Ferré de la ciudad de San Juan, Puerto Rico el 24 de agosto de 2023. Candidatas de diferentes municipios compitieron por el título. Al final del evento, Ashley Cariño, Miss Universo Puerto Rico 2022 de Fajardo, coronó a Karla Guilfú de Patillas como su sucesora. Guilfú representará al país en Miss Universo 2023 el 18 de noviembre en El Salvador.
El evento fue producido y transmitido en vivo para todo Puerto Rico por WAPA-TV.

## Resultados
| Posiciones                     | Concursante |
| ------------------------------ | --- |
| Miss Universo Puerto Rico 2023 | - Patillas - Karla Guilfú |
| Primera finalista              | - Río Grande - Xarimar Acevedo |
| Segunda finalista              | - Toa Baja - Kiara Rivera |
| Tercera finalista              | - Isabela - Fiorella Medina |
| Cuarta finalista               | - San Lorenzo - Isarel Román |
| Top 10                         | - Cabo Rojo - Daniela Arroyo - Cayey - Neysha Mendoza - Loíza - Ángela Escalera - Ponce - Natalia Zayas - Salinas - Gabriela Veguilla     |
| Top 15                         | - Caguas - Celimar Rosario - Canóvanas - Andrea Collazo - Culebra - Nathalie Santa Cruz - Hatillo - Thaiz Maceira - Lajas - Karina Rivera |

## Premios especiales
| Posiciones         | Concursante                    | Ref.        |
| ------------------ | ------------------------------ | ----------- |
| Miss Fotogénica    | - Cataño - Gina García         | [ 3 ] [ 4 ] |
| Mujer de Valor     | - Patillas - Karla Guilfú      | [ 3 ] [ 4 ] |
| Miss Personalidad  | - Lajas - Karina Rivera        | [ 3 ] [ 4 ] |
| Piel Radiante      | - Toa Baja - Kiara Rivera      | [ 3 ] [ 4 ] |
| Mejor Cabello      | - Cayey - Neysha Marie Mendoza | [ 3 ] [ 4 ] |
| Premio My Way      | - Patillas - Karla Guilfú      | [ 3 ] [ 4 ] |
| Sonrisa de Impacto | - Isabela - Fiorella Medina    | [ 3 ] [ 4 ] |

## Candidatas
30 candidatas compitieron por el título:
| Representación | Candidata                        | Edad |
| -------------- | -------------------------------- | ---- |
| Aguadilla      | Paola Crystal Rosa Badillo       | 27   |
| Barceloneta    | Nemesie Naara Martínez Negron    | 23   |
| Barranquitas   | Rocío del Mar Avilés Mercado     | 23   |
| Bayamón        | Gabriela Paola Santiago Ortiz    | 23   |
| Cabo Rojo      | Daniela Victoria Arroyo González | 24   |
| Caguas         | Celimar Rosario Caballero        | 26   |
| Canóvanas      | Andrea Sofia Collazo Molina      | 26   |
| Carolina       | Luisa Angélica Vázquez Ríos      | 25   |
| Cataño         | Gina Lee García Colón            | 25   |
| Cayey          | Neysha Marie Mendoza Castro      | 27   |
| Culebra        | Nathalie Santa Cruz Bacardi      | 27   |
| Dorado         | Devi Michelle Alfonso Daniels    | 25   |
| Fajardo        | Camila Molina Garcia             | 20   |
| Guaynabo       | Carmen Angélica Figueroa Guzmán  | 27   |
| Hatillo        | Thaiz Mariel Maceira Candelaria  | 26   |
| Isabela        | Fiorella Medina Pérez            | 27   |
| Jayuya         | Cristina Martes Lugo             | 24   |
| Lajas          | Karina Rivera Camacho            | 22   |
| Loíza          | Angela Escalera Carrasquillo     | 25   |
| Manatí         | Sachelle González Rodriguez      | 26   |
| Naguabo        | Janairi Pomales García           | 18   |
| Patillas       | Karla Inelisse Guilfú Acevedo    | 24   |
| Peñuelas       | Mistral Cedanio Rojas            | 27   |
| Ponce          | Natalia Elena Zayas Morales      | 27   |
| Río Grande     | Xarimar Acevedo Pabón            | 22   |
| Salinas        | Gabriela Veguilla Cotto          | 26   |
| San Juan       | Rina Rivera Vargas               | 26   |
| San Lorenzo    | Isarel Marielis Román Almeda     | 24   |
| Toa Baja       | Kiara Rivera Escudero            | 27   |
| Trujillo Alto  | Juanita Polanco Irizarry         | 23   |

### Retiros
- Melanie Rivera (Aibonito), Jineiryberliz Valentín (Aguada), Ninoshka Rodríguez (Añasco) se retiraron de la competencia por razones personales.

## Datos acerca de las delegadas
- Algunas de las delegadas del Miss Universo Puerto Rico 2023 han participado, o participarán, en otros certámenes internacionales de importancia:
  - Karla Guilfú (Patillas) fue semifinalista en Miss Teen Mundial 2018 y Primera finalista del Miss Supranacional 2021.
  - Xarimar Acevedo (Río Grande) fue Primera finalista del Miss Teenager 2018.
- Otros datos significativos de algunas delegadas:
  - Nemesie Martínez (Barceloneta) es la primera candidata del certamen que participa siendo casada.
  - Daniela Arroyo (Cabo Rojo) es la primera mujer transgénero en competir en Miss Universo Puerto Rico.
  - Luisa Vázquez (Carolina) es la primera candidata del certamen que participa siendo madre.